# Кинзелька (село)
Кинзелька — село в Красногвардейском районе Оренбургской области России. Административный центр Кинзельского сельсовета.

## География
Село находится в северо-западной части Оренбургской области, в пределах возвышенности Общий Сырт, в степной зоне, на правом берегу реки Кинзельки, на расстоянии примерно 22 километров (по прямой) к юго-западу от села Плешаново, административного центра района. Абсолютная высота — 110 метров над уровнем моря.
Климат
Климат характеризуется как резко континентальный с продолжительной морозной зимой и относительно коротким жарким сухим летом. Средняя температура воздуха самого тёплого месяца (июля) — 21 °C; самого холодного (января) — −15 °C. Продолжительность безморозного периода составляет 130 дней. Среднегодовое количество атмосферных осадков составляет 320 мм, из которых 228 мм выпадает в тёплый период. Снежный покров держится в течение 145—150 дней.
Часовой пояс
Село Кинзелька, как и вся Оренбургская область, находится в часовой зоне МСК+2. Смещение применяемого времени относительно UTC составляет +5:00.

## Население
| 2010 |
| ---- |
| 729  |

Половой состав
По данным Всероссийской переписи населения 2010 года в половой структуре населения мужчины составляли 46,1 %, женщины — соответственно 53,9 %.
Национальный состав
Согласно результатам переписи 2002 года, в национальной структуре населения русские составляли 93 % из 837 чел.

## Известные уроженцы
Ларин Пётр Михайлович (1914—1987) — советский деятель сельского хозяйства, зоотехник. Заместитель министра сельского хозяйства Марийской АССР (1958—1961), главный зоотехник Министерства сельского хозяйства Марийской АССР (1962—1971). Заслуженный зоотехник РСФСР (1965). Участник Великой Отечественной войны.